# Misantropen
Misantropen (franska Le misanthrope), är en pjäs av Molière skriven år 1666. Det handlar om protagonisten Alcestes hat mot mänskligheten. Han insisterar att hela tiden säga sanningen, oavsett om den skadar hans vänner och bekanta eller ej. Detta ger honom inte bara problem med kärlekslivet utan också med lagens långa arm. Den hade premiär i Paris den 4 juni 1666.

## Roller
- Alceste
- Célimène
- Philinte
- Oronte
- Éliante
- Arsinoé
- Acaste
- Clitandre
- Basque
- Du Bois
- En officer
- En betjänt

## Berömda uppsättningar i Sverige (urval)
- Dramaten 1955 (regi: Bengt Ekerot). I huvudrollerna: Anders Henrikson (Alceste), Inga Tidblad (Célimène), Hilding Gavle (Philinte), Åke Claesson (Oronte), m.fl.

- Malmö Stadsteaters stora scen, 1957 (regi: Ingmar Bergman). I huvudrollerna Max von Sydow (Alceste), Gertrud Fridh (Célimène), Frank Sundström (Philinte), Bibi Andersson (Éliante), Åke Fridell (Oronte), m. fl.

- Dramaten 1970 (regi: Frank Sundström). I huvudrollerna: Mathias Henrikson (Alceste), Anita Wall (Célimène), Tomas Bolme (Philinte), Sigge Fürst (Oronte), m.fl.

- Dramaten 1995 (regi: Ingmar Bergman). I huvudrollerna: Thorsten Flinck (Alceste), Lena Endre (Célimène), Thomas Hanzon (Philinte), Jarl Kulle (Oronte), m.fl.

## Utgåvor på svenska
- 1816 Misantropen, översatt av Carl G. Wadström
- 1905, 1918 Misantropen: komedi på vers i fem akter, översatt av Gunnar Klintberg
- 1927 Misantropen, i Världslitteraturen: de stora mästerverken. [19], Franskt drama
- 1965 Misantropen, i Komedier. Bd 2, översatt av Allan Bergstrand
- 1968 Misantropen: komedi i fem akter, översatt av Allan Bergstrand
- 1988 Misantropen eller Den förälskade furien: en komedi i fem akter, översatt av Ulf Peter Hallberg